# Birgitta Wallin
Birgitta Wallin, född 1959, är en svensk översättare och redaktör. Sedan 1999 är Wallin redaktör för litteraturtidskriften Karavan.

## Utmärkelser i urval
- 2009 – Stig Dagermanpriset, tillsammans med Karavan[4]